# Superliga 1980/81
Die Saison 1980/81 war die neunte Spielzeit der Superliga, der höchsten spanischen Eishockeyspielklasse. Meister wurde zum insgesamt vierten Mal in der Vereinsgeschichte der CH Casco Viejo Bilbao, während der CH Boadilla und der CH Gel Barcelona in die 2. Liga abstiegen. 

## Spielzeit

### Modus
In der Hauptrunde absolvierte jede der acht Mannschaften insgesamt 14 Spiele. Die vier besten Mannschaften qualifizierten sich für die Finalrunde, in der sie gegen jeden Gegner weitere zwei Spiele absolvierten, wobei die Ergebnisse aus der Hauptrunde übernommen wurden. Der Erstplatzierte der Finalrunde wurde Meister. Für die Mannschaften auf den Plätzen 5 bis 8 war die Spielzeit nach der Hauptrunde beendet, wobei die beiden Letztplatzierten in die 2. Liga abstiegen. Für einen Sieg erhielt jede Mannschaft zwei Punkte, bei einem Unentschieden gab es ein Punkt und bei einer Niederlage null Punkte.

### Finalrunde
|    | Klub                  | Sp | S  | U | N | Tore   | Punkte |
| -- | --------------------- | -- | -- | - | - | ------ | ------ |
| 1. | CH Casco Viejo Bilbao | 20 | 16 | 1 | 3 | 242:70 | 33     |
| 2. | FC Barcelona          | 20 | 16 | 0 | 4 | 281:82 | 32     |
| 3. | CH Txuri Urdin        | 20 | 11 | 1 | 8 | 151:71 | 23     |
| 4. | CH Jaca               | 20 | 10 | 2 | 8 | 117:90 | 22     |

Sp = Spiele, S = Siege, U = unentschieden, N = Niederlagen, OTS = Overtime-Siege, OTN = Overtime-Niederlage, SOS = Penalty-Siege, SON = Penalty-Niederlage

### Endtabelle der übrigen Mannschaften
|    | Klub             | Sp | S | U | N  | Tore   | Punkte |
| -- | ---------------- | -- | - | - | -- | ------ | ------ |
| 5. | CG Puigcerdà     | 14 | 4 | 0 | 10 | 94:122 | 8      |
| 6. | CH Vitoria       | 14 | 4 | 0 | 10 | 63:149 | 8      |
| 7. | CH Boadilla      | 14 | 4 | 0 | 10 | 60:225 | 8      |
| 8. | CH Gel Barcelona | 14 | 1 | 0 | 13 | 36:234 | 2      |

Sp = Spiele, S = Siege, U = unentschieden, N = Niederlagen, OTS = Overtime-Siege, OTN = Overtime-Niederlage, SOS = Penalty-Siege, SON = Penalty-Niederlage